# 杰倫 (專輯)
《杰倫》（英語：Jay）是台灣歌手周杰倫首張录音室專輯，由台湾博德曼音樂於2000年11月7日发行。该专辑获得第12屆台灣金曲獎最佳流行音樂演唱專輯獎與2001年IFPI香港唱片銷量大獎十大銷量國語唱片獎。歌曲《可爱女人》於Hit FM聯播網2000年度百首單曲位列74名。

## 曲目
| CD   | CD           | CD     | CD     | CD   |
| 曲序 | 曲目         |        | 编曲   | 时长 |
| ---- | ------------ | ------ | ------ | ---- |
| 1.   | 可爱女人     | 徐若瑄 | 周杰伦 | 3:57 |
| 2.   | 完美主义     | 方文山 | 洪敬尧 | 4:01 |
| 3.   | 星晴         | 周杰伦 | 洪敬尧 | 4:16 |
| 4.   | 娘子         | 方文山 | 周杰伦 | 4:26 |
| 5.   | 鬥牛         | 方文山 | 洪敬尧 | 4:35 |
| 6.   | 黑色幽默     | 周杰伦 | 钟兴民 | 4:39 |
| 7.   |              | 徐若瑄 | 洪敬尧 | 3:25 |
| 8.   | 印地安老斑鸠 | 方文山 | 洪敬尧 | 5:01 |
| 9.   | 龍捲風       | 徐若瑄 | 钟兴民 | 4:06 |
| 10.  | 反方向的鐘   | 方文山 | 周杰伦 | 4:17 |

| VCD  | VCD      |
| 曲序 | 曲目     |
| ---- | -------- |
| 1.   | 可爱女人 |
| 2.   | 黑色幽默 |
| 3.   | 星晴     |
| 4.   | 完美主義 |
| 5.   | 娘子     |
| 6.   | 鬥牛     |
| 7.   | 龍捲風   |

## 唱片版本
1. 首批黃色封面版
2. 第二版藍色封面 附贈月曆透明卡
3. 第三版藍色封面 附贈7首VCDMV
4. 台灣卡帶版

## 音樂特色
周杰倫獨樹一格的音樂風格在首張專輯嶄露無遺。在每首歌曲內都可聽見他的大量巧思。標誌性的模糊不清的特殊唱腔、經典的作曲方式在《可愛女人》獲得體現，他同時也是該曲的編曲人。《完美主義》為一首小調作品，以鋼琴為主體，後段大量以自己的名字入歌。他為《星晴》編寫了大量和聲，曲子一開始的跑車聲據說是借吳宗憲的車子錄的。《娘子》一首為周杰倫最早的中國風嘗試，他在歌曲內試圖用吉他模仿古中國樂器，繁複的旋律拍子與方文山典雅的歌詞融為一體。《鬥牛》則是一首美式嘻哈作品，在當年是一首超越時代的樂曲。他優秀的轉調技巧、和弦運用表現在《黑色幽默》上。《伊斯坦堡》也可聽見十分爵士樂化的轉調方式。《龍捲風》是一首標準的節奏藍調樂曲，同時運用了大量的弦樂來編曲。《印地安老斑鳩》的風格為Acid Jazz，一種華語音樂極為罕見的曲風。《反方向的鐘》最為人津津樂道的就是曲子開頭以注音符號來饒舌。

## 奖项与提名
| 奖项                   | 提名                | 结果 |
| ---------------------- | ------------------- | ---- |
| 最佳流行音樂演唱專輯獎 | 《杰倫》            | 獲獎 |
| 最佳作曲人獎           | 周杰伦/《可爱女人》 | 提名 |
| 最佳作詞人獎           | 方文山/《娘子》     | 提名 |
| 最佳專輯製作人獎       | 周杰伦/《杰伦》     | 提名 |
| 最佳新人獎             | 周杰伦              | 提名 |

| 颁奖典礼                     | 奖项                   | 作品       |
| ---------------------------- | ---------------------- | ---------- |
| 第12屆台灣金曲獎             | 最佳流行音樂演唱專輯獎 | 《倫》     |
| 第24屆十大中文金曲頒獎音樂會 | 優秀國語歌曲金獎       | 《星晴》   |
| 2001年新城勁爆頒獎禮         | 新城劲爆国语歌曲       | 《星晴》   |
| 2001年新城勁爆頒獎禮         | 新城劲爆卡拉OK歌曲     | 《龙卷风》 |
| 第1屆全球華語歌曲排行榜      | 年度二十大金曲         | 《星晴》   |
| 2001年IFPI香港唱片銷量大獎   | 十大銷量國語唱片       | 《伦》     |